# Michele Cecchini
Michele Cecchini (* 3. März 1920 in Lammari, Provinz Lucca, Italien; † 26. April 1989 Wien) war ein römisch-katholischer Erzbischof und vatikanischer Diplomat.

## Leben
Michele Cecchini empfing am 2. Juli 1944 das Sakrament der Priesterweihe. Am 26. Februar 1969 ernannte ihn Papst Paul VI. zum Titularerzbischof von Aquileia und bestellte ihn zum Apostolischen Pro-Nuntius in Madagaskar. Er wurde zudem am 1. März 1969 zum Apostolischen Pro-Nuntius in Mauritius ernannt. Der Kardinalstaatssekretär Amleto Giovanni Kardinal Cicognani, spendete ihm am 13. April desselben Jahres die Bischofsweihe; Mitkonsekratoren waren der Weihbischof in Lucca, Enrico Bartoletti, und der Sekretär der Kongregation für außerordentliche Aufgaben der Kirche, Kurienerzbischof Agostino Casaroli.
Am 18. Juni 1976 ernannte ihn Papst Paul VI. zum Apostolischen Pro-Nuntius in Jugoslawien. Von 1984 bis 1989 war Cecchini Apostolischer Nuntius in Österreich. Er verstarb am 26. April 1989 im Amt. In die Amtszeit Cecchinis fiel eine nachhaltige Zäsur bei den Bischofsernennungen mt gravierenden Folgen für die katholische Kirche in Österreich. In Stimmen der Zeit fasst Andreas R. Batlogg das so zusammen:

„Die Kurskorrektur, die unter dem bereits von einer beginnenden Krebserkrankung gezeichneten neuen Apostolischen Nuntius Michele Cecchini, der nur schlecht Deutsch sprach, eingeleitet wurde, ist mit den Bischofsernennungen von Hans Hermann Groër und Kurt Krenn für Wien (1986/87), Georg Eder und Klaus Küng für Salzburg und Feldkirch (1989) sowie mit dem neuen Militärbischof Alfred Kostelecky (1986) verbunden“

## Auszeichnungen
Michele Cecchini war Ehrenmitglied der katholischen Studentenverbindung KaV Danubia Wien-Korneuburg im ÖCV.